# フルモーション
フルモーションは、2000年代に展開されていた日本のオリジナルビデオのレーベル。販売はAMGエンタテインメントが行っていた。夫婦の性に焦点を当てた官能作品のシリーズを発表している。代表作品に、劇場公開もされた『脱皮ワイフ』、『ピーカン夫婦』がある。

## 概要
現代の「夫婦の性」に焦点を当てた官能作品シリーズのレーベル。人気のAV女優、あるいは、miko、のはら歩といった若手のヌードモデルがヒロインに起用され、ヌードシーンや濡れ場を演じる。監督は2作品ごとに交代する。基本的にDVDでのリリースだが、『ウォーターメロン』、『脱皮ワイフ』、『ピーカン夫婦』は劇場公開されている（『ピーカン夫婦』は「ヤングコミック」に連載された）。各々のストーリーは独立しているが、前作の登場人物が次の作品にも登場するというシリーズ作品ならではの特徴がある。製作は黒須功と永森裕二。永森はすべての作品の原案・脚本を手掛けている。
姉妹レーベルにフルモーション・ビンテージがある。こちらは時代劇の官能作品となっている。
2009年にビンテージの『つや女房』を発表したのを最後に活動休止。

## 作品リスト

### フルモーション
- QUESTION（2004年8月20日）
  - 出演：水元ゆうな、藤田浩、中谷友美、坂本裕一郎、中務一友
  - 監督：亀井亨
- マグマのごとく（2004年10月15日）
  - 出演：黒沢愛、水元ゆうな、藤田浩、深来勝、阿倍泰之、江原修
  - 監督：亀井亨
  - 脚本：永森裕二、高木裕治
- ウォーターメロン（2005年1月21日）
  - 出演：紅月ルナ、黒沢愛、上妻コウ、加藤亮、深沢さやか、小沢和義、山本浩司
  - 監督：本田隆一
  - 備考：2005年2月に劇場公開された。
- 脱皮ワイフ（2005年4月15日）
  - 出演：miko、小沢和義、益子智行、時任歩、白石あや、山本剛史
  - 監督：本田隆一
  - 備考：2005年2月に劇場公開された。
- ピーカン夫婦（2005年8月19日）
  - 出演：のはら歩、山本剛史、山下敦弘、葉月螢、北川明花、かでなれおん、愛染恭子
  - 監督：元木隆史
  - 備考：2005年7月に劇場公開された。
- Smile スマイル（2005年12月23日）
  - 出演：桃瀬えみる、吉永秀平、三浦アキフミ、亜沙妃、葉月螢、飯島大介、伊沢弘
  - 監督：元木隆史
- Nipples ニップルズ（2006年2月24日）
  - 出演：穂花、吉岡睦雄、三浦アキフミ、亜沙妃、中村英児、久保和明、ホリケン。、川口貴弘、MIKA
  - 監督：有馬顕
- コスプレの人（2006年5月26日）
  - 出演：宝月ひかる、斎藤歩、吉岡睦雄、酒井ちなみ、下江大介、神門駿、杉山圭、諏訪太朗
  - 監督：有馬顕
- アイノシルシ（2006年8月25日）
  - 出演：亜紗美、中野裕斗、宝月ひかる、羽村英、江連健司、みずと良、真白由春、二宮未音、片岡五郎
  - 監督：広田幹夫
- ロトセックス（2006年11月24日）
  - 出演：南波杏、nao.、松浦祐也、中野裕斗、いとうたかお、金原亭世之介
  - 監督：広田幹夫
- ギネスの女房（2007年3月21日）
  - 出演：寧々、南波杏、石川裕一、松浦祐也、綱島渉、リカヤ・スプナー
  - 監督：城定秀夫
- 隣人ポータビリティ（2007年8月24日）
  - 出演：若菜ひかる、寧々、岸本祐二、石川裕一、木村真奈美、小栗健伸
  - 監督：城定秀夫
- RPGな妻（2008年7月25日）
  - 出演：天川るる、若菜ひかる、浦井崇、美里ゆう、山崎栄、成瀬巧
  - 監督：森角威之